# Ji Hongchang
Ji Hongchang (吉鴻昌, 1895–1934), de son nom de naissance Ji Hengli, est un général et patriote chinois.

## Biographie
Hongchang est né à Fugou dans le Henan. Il commence sa carrière militaire en 1913 dans les troupes de Feng Yuxiang. Il est nommé commandant de la 22e armée en même temps que gouverneur du Ningxia. Refusant d'attaquer l'Armée rouge du Parti communiste chinois alors que la Chine entière est sous la menace du Japon, il est démis de ses fonctions par Tchang Kaï-chek et reçoit l'ordre d'« observer et d'apprendre » à l'étranger. Il retourne en Chine en 1932. En mai 1933, il aide à fonder l'armée anti-japonaise populaire du Cháhāěr avec Feng Yuxiang et Fang Zhenwu, et dirige la ligne de front contre les envahisseurs japonais. L'armée occupe temporairement la ville de Dolon Nor (en) (aujourd'hui en Mongolie-Intérieure) et reconstruit la confiance nationale dans la lutte contre les Japonais. En octobre, l'armée est dissoute par Tchang Kaï-chek qui mobilise seize divisions contre elle. Ji Hongchang combat un moment avant de s'exiler dans les concessions étrangères de Tianjin en janvier 1934. 
La politique de Tchang d'« exterminer les hors-la-loi (les communistes) avant de combattre les envahisseurs » déçoit Hongchang qui rejoint le Parti communiste en mars 1934. Le 24 avril, Ji fonde la « Grande alliance anti-fasciste du peuple chinois », avec Feng Yuxiang, et Fang Zhenwu. Des agents du Kuomintang le blessent lors d'une tentative d'assassinat le 9 novembre, puis ceux-ci s'arrangent avec la police française pour extrader Ji Hongchang des concessions étrangères et il est exécuté à Pékin le 24 novembre.
Avant sa mort, Ji aurait demandé une chaise au bourreau, affirmant n'être qu'un patriote qui combattait les Japonais et ne devait donc pas se mettre à genoux, ni tomber après sa mort, et il demanda à recevoir la balle en face car il voulait « voir comment la balle ennemie me tue ».